# Ian Wood (calciatore)
Ian Thomas Wood (Radcliffe, 15 gennaio 1948) è un ex calciatore inglese, di ruolo difensore.

## Caratteristiche tecniche
Nato come attaccante, arretrò poi il ruolo in terzino destro.

## Carriera
Wood, dopo essersi formato nel Park Lane Olympic, viene ingaggiato dall'Oldham Athletic, club in cui militerà dal 1965 al 1979. Dopo aver giocato le prime stagioni tra terza e quarta serie, nel 1974 vince con la sua squadra la Third Division 1973-1974 accedendo così alla serie cadetta inglese. Militò nella cadetteria inglese sino al 1979, anno in cui lasciò i Latics. Wood è il giocatore con più presenze nella squadra, con 525 partite giocate.
Nei periodi di pausa della squadra di Oldham Poole ebbe tre esperienze nel campionato nordamericano della North American Soccer League.
Nella stagione 1974 passò in prestito ai Denver Dynamos, con cui ottiene il terzo e ultimo posto nella Central Division, non riuscendo ad accedere ai playoff del torneo.
Nella North American Soccer League 1978, dopo essere stato inizialmente ingaggiato dai Minnesota Kicks, fu scambiato con la prima scelta nel Draft 1978 con i S.J. Earthquakes. Con i californiani non riuscì nuovamente ad accedere ai playoff per il titolo. 
Nella stagione 1979 torna agli Earthquakes, ove fallì nuovamente l'accesso alla fase finale del torneo nordamericano.
Nel 1980 passa al Burnley, con cui ottenne il settimo posto nella Third Division 1980-1981. Chiuderà la carriera nel Radcliffe Borough. 
Negli Stati Uniti d'America si dedicò anche all'indoor soccer, giocando nel Wichita Wings.

## Palmarès
- Third Division: 1

Oldham Athletic: 1973-1974